# Schoenus natans
Schoenus natans är en halvgräsart som först beskrevs av Ferdinand von Mueller, och fick sitt nu gällande namn av George Bentham. Schoenus natans ingår i släktet axagssläktet, och familjen halvgräs. Inga underarter finns listade i Catalogue of Life.